# 12350 Feuchtwanger
12350 Feuchtwanger (1993 HA6) là một tiểu hành tinh vành đai chính được phát hiện ngày 23 tháng 4 năm 1993 bởi F. Borngen ở Tautenburg.